# Teatre des Born (Ciutadella)
El Teatre des Born és un edifici teatral construït a Ciutadella (Menorca) entre el 1873 i el 1875. S'inaugurà el 10 de novembre de 1875. L'any 1881 es creà el Cercle Artístic de Ciutadella, que adquirí el teatre en propietat i hi construí al costat la seva seu. Després de successives reformes, el teatre té una capacitat per a 454 espectadors.

## Història
El teatre va ser construït a la plaça del Born de Ciutadella entre el 1873 i el 1875 en un solar que antigament havia acollit una caserna de cavalleria. La construcció costà 9.000 pessetes i en foren els impulsors Gaspar Jordi Saura, Antoni Sancho i Antoni Florit. Fou dissenyat per Ramon Cavaller Gelabert, que s'inspirà en una sèrie de teatres barcelonins, sobretot en el Teatre Romea. De planta de ferradura molt oberta, disposava de dues fileres de llotges, una ubicada a la planta baixa i l'altra en el primer pis. Per fer front a les despeses es van posar a la venda les llotges, que foren adquirides en propietat per diversos particulars. Francesc d'Assís Pons Alzina fou l'encarregat de pintar la boca de l'escenari i el teló. Es va inaugurar amb el drama Treinta años o La vida de un jugador, de Victor Ducange, i L'hereuhet de Frederic Soler.
El 16 d'abril de 1881 es va fundar el Cercle Artístic de Ciutadella, societat que des del seu inici ocupà i gestionà el teatre en règim d'arrendament. Amb motiu d'una ordre governativa que estipulava la clausura dels teatres que no reunissin les condicions de seguretat i higièniques exigides per la legislació vigent, durant el 1929 s'hi feren un seguit de reformes: es va suprimir la filera de llotges del pati, s'augmentaren les butaques de platea i es construïren dos pisos de llotges entre la platea i l'amfiteatre. Durant la Guerra Civil acollí actes de diferents organitzacions obreres i polítiques.
El 1984 l'adquirí l'Ajuntament de Ciutadella, i a partir de 1985 s'hi dugueren a terme obres de rehabilitació sota la direcció dels arquitectes Josep Maria Martorell, Oriol Bohigas i David Mackay. Les obres es perllongaren fins a 1990 i consistiren, entre altres actuacions, a reforçar l'estructura de l'edifici, fer un pendent per al pati de butaques i una petita fossa per a l'orquestra i també a eliminar la decoració de la boca de l'escenari i la lluerna central de principi del segle xx.
El 2006 es va tancar, ja que s'hi detectaren greus problemes de seguretat. Després de quasi sis anys tancat, el novembre de 2011 s'inicià una reforma integral del teatre sota la direcció de l'arquitecte Josep Maria Forteza. L'Ajuntament, per garantir que el Govern central realitzés la inversió, hagué d'arribar a un acord amb els propietaris de les 23 llotges privades que hi havia en aquest teatre municipal, tot i que per qüestions de procediment o problemes aliens a la voluntat dels propietaris se n'hagueren d'expropiar tres. El projecte, pressupostat en 3,36 milions d'euros, fou finançat pel Ministeri de Foment dins el programa de recuperació de teatres històrics. Entre altres actuacions, es va recuperar la imatge original de la façana, d'estil neoclàssic, indret on també es va tornar a instal·lar el rellotge que havia funcionat fins a 1931. El teatre reobria les portes el 23 d'octubre de 2020, després de catorze anys clausurat. Les primeres obres representades després de la reobertura van ser Losers, protagonitzada per Rodo Gener i Clara Ingold, així com Les reines de Shakespeare, a càrrec de la companyia La Clota.

## Activitats
De manera assídua hi actuaren durant el segle XIX companyies líriques i dramàtiques, que en moltes ocasions tingueren dificultats per rebre els seus honoraris. La delicada situació econòmica del Cercle Artístic va fer que la societat cedís a partir de 1882 la gestió del teatre a diversos empresaris. Ja entrat el segle xx, concretament l'any 1903, s'hi feren les primeres projeccions de cinema, i el 1931 s'hi va instal·lar l'equip de cinema sonor. Fou a partir d'aquest moment que les projeccions cinematogràfiques s'alternaren amb temporades breus de companyies líriques i dramàtiques i amb actuacions puntuals de companyies locals, com, per exemple, la del mateix Cercle Artístic, dirigida per Josep Delfín Serra.
Acabada la Guerra Civil, i dins el marc del Teatro Azul, s'hi estrenaren diverses obres d'exaltació patriòtica. Entre el 1940 i el 1960 hi actuaren, sobretot durant les festes de Nadal, un bon nombre de companyies líriques i dramàtiques. Entre les líriques podem esmentar les companyies de Ricardo Mayral, Marcos Redondo i Francesc Bosch. D'altra part, pel que fa a les companyies dramàtiques, algunes de les quals també presentaren els seus muntatges al Teatre Principal de Maó, hi actuaren, entre d'altres, la d'Ismael Merlo, la de Conrado Blanco i la companyia mallorquina Artis. Entre les agrupacions menorquines, hem de fer esment a Educación y Descanso de Ciutadella, dirigida pel ja esmentat Josep Delfín Serra, que hi obtingué força èxit entre el 1944 i el 1955 amb obres d'Eduardo Marquina, José María Pemán, Jacinto Benavente i José Zorrilla.
Si en els anys quaranta i cinquanta la programació se centrà en el teatre clàssic espanyol i en autors espanyols ben vistos pel règim, durant la dècada dels seixanta s'hi començaren a introduir obres d'autors estrangers com Edgar Neville, Louis Napoleon Parker i Bertolt Brecht, i alguna obra costumista en català. Als anys 1970 i 1980 s'hi pogueren veure muntatges en un format més innovador del que s'havia vist fins aleshores. Hi fou habitual l'actuació de la companyia ciutadellenca Nura, que hi escenificà sobretot obres de Joan Mas i algunes de les obres guanyadores del premi Born. D'altra part, entre el 1993 i el 2005, amb motiu de l'acte de lliurament del premi Born de Teatre, hi actuaren reconeguts actors i companyies.